# نيوكوريون (أرتا)
نيوكوريون (Νεοχώριον) هي مدينة في أرتا في مقاطعة كينتريكي إلادا في اليونان.